# 柊鰯

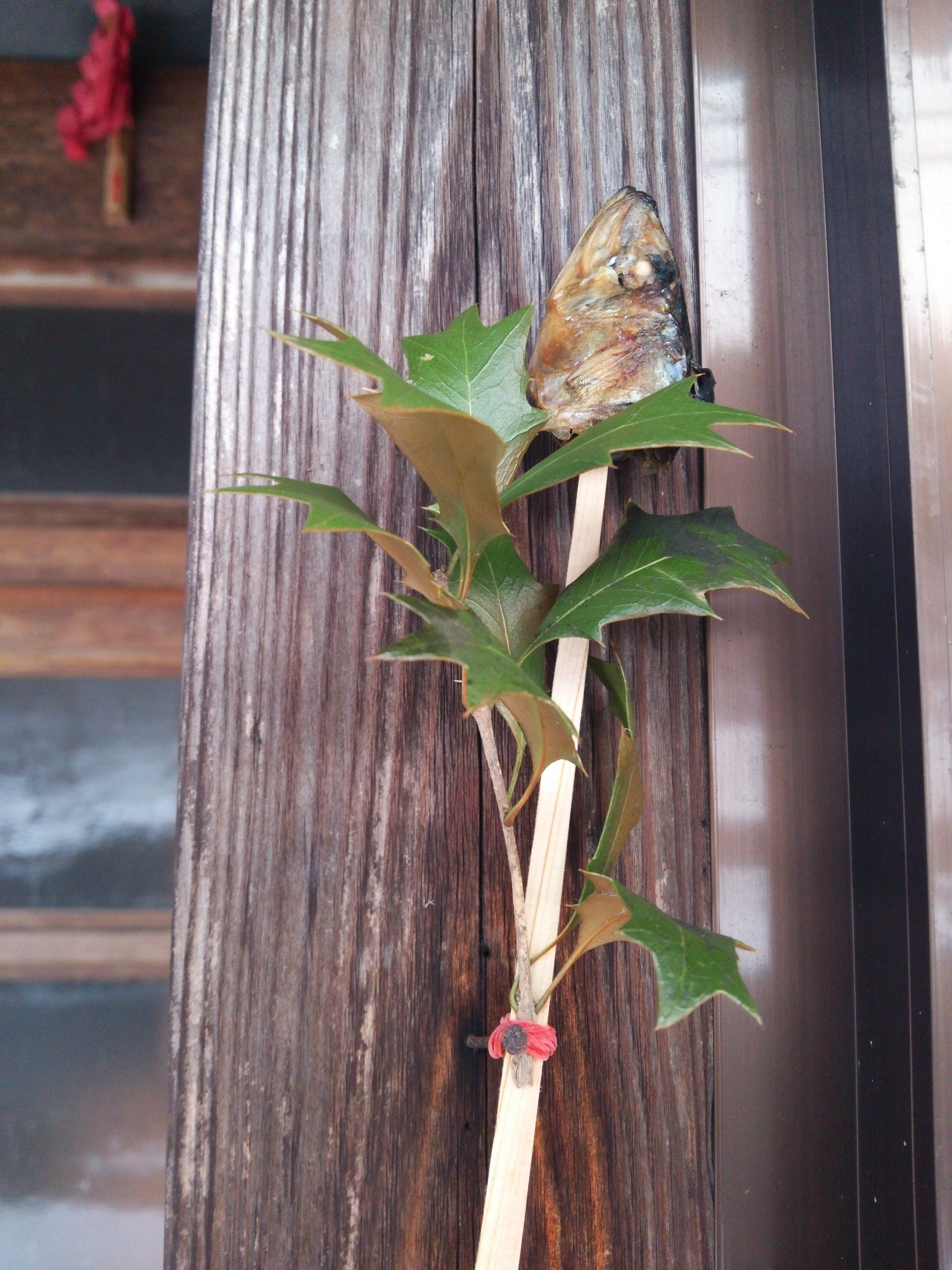
やいかがし

柊鰯（ひいらぎいわし）は、節分に魔除けとして使われる、柊の小枝と焼いた鰯の頭、あるいはそれを門口に挿したもの。西日本では、やいかがし（焼嗅）、やっかがし、やいくさし、やきさし、ともいう。

## 概要
柊の葉の棘が鬼の目を刺すので門口から鬼が入れず、また塩鰯を焼く臭気と煙で鬼が近寄らないと言う（逆に、鰯の臭いで鬼を誘い、柊の葉の棘が鬼の目をさすとも説明される）。日本各地に広く見られる。

## 歴史と変移
平安時代には、正月の門口に飾った注連縄（しめなわ）に、柊の枝と「なよし」（ボラ）の頭を刺していたことが、土佐日記から確認できる。現在でも、伊勢神宮で正月に売っている注連縄には、柊の小枝が挿してある。江戸時代にもこの風習は普及していたらしく、浮世絵や、黄表紙などに現れている。西日本一円では節分にいわしを食べる「節分いわし」の習慣が広く残る。奈良県奈良市内では、多くの家々が柊鰯の風習を今でも受け継いでいて、ごく普通に柊鰯が見られる。福島県から関東一円にかけても、今でもこの風習が見られる。東京近郊では、柊と鰯の頭にさらに豆柄（まめがら。種子を取り去った大豆の枝。）が加わる。
また、奈良県吉野町では、一本だたらを防ぐため節分の日にトゲのある小枝に焼いたイワシの頭を刺して玄関に掲げるという。
鬼を追いはらう臭いを立てるために、ニンニクやラッキョウを用いることもある。